# Pseudosasa brevivaginata
Pseudosasa brevivaginata är en gräsart som beskrevs av G.H.Lai. Pseudosasa brevivaginata ingår i släktet splitcanebambusläktet, och familjen gräs. Inga underarter finns listade i Catalogue of Life.